# Предупреждение Эмблера
«Предупреждение Эмблера» (англ. The Ambler Warning) — роман американского писателя Роберта Ладлэма, опубликованный в 2005 году.

## Сюжет
На удаленном закрытом острове находится психиатрическое учреждение, куда правительство США определяет разведчиков, ставших по определённым причинам особо опасными или противоречащими нынешним законам и правилам. Один из них, Харрисон Эмблер, совершает рискованный побег. На свободе он обнаруживает, что вся его прежняя жизнь, как агента, почти не существует. Его будто бы стерли. Найти зацепок не удается. Пока Эмблер пытается восстановить истину, он раскрывает заговор, который может изменить весь мировой порядок.

## Интересные факты
- Рукопись обнаружена после смерти Ладлэма.